# Murias de Paredes
Murias de Paredes est une commune d'Espagne dans la province de León, communauté autonome de Castille-et-León. Elle s'étend sur 202,18 km2 et comptait environ 426 habitants en 2015.